# 지방도 제818호선
지방도 제818호선은 전라남도 나주시 문평면 문평면소재지삼거리와 화순군 춘양면 석정삼거리를 잇는 전라남도의 지방도이다.
1983년에는 노선명이 '영산포 ~ 하대선'이었고, 1995년 12월 8일 노선 단축으로 '봉황 ~ 춘양선'이 되었으며 2003년 3월 27일 나주시 봉황면 ~ 문평면 구간이 연장되면서 '문평 ~ 춘양선'이 되었다.

## 연혁
- 1983년 7월 8일 : 도로 확포장공사를 위해 나주군 봉황면 죽석리 800m 구간 도로구역 변경[1]
- 1985년 12월 23일 : 기점을 '금성시 이창동', 종점을 '순천시 대평동'으로 명시하고 도로개량이 완료된 나주군 봉황면 철천리 ~ 송현리 3.05km 구간과 화순군 춘양면 석정리 440m 구간, 화순군 이양면 금능리 ~ 강성리 2.58km 구간, 순천시 원내동 ~ 교량동 4.701km 구간 도로예정지 해제[2]
- 1987년 1월 22일 : 나주군 봉황면 철천리 ~ 송현리 3.05km 구간과 나주군 다도면 덕동리 ~ 방산리 400m 구간, 화순군 춘양면 진태리 ~ 화림리 440m 구간, 화순군 이양면 금능리 ~ 강성리 2.58km 구간, 순천시 원내동 ~ 교량동 4.701km 구간 도로예정지 해제[3]
- 1988년 2월 10일 : 1988년 9월까지 나주시 용산동 ~ 부덕동 2.55km 구간과 화순군 도암면 원천리 ~ 춘양면 용곡리 2.1km 구간 확포장공사 계획을 공고[4]
- 1989년 1월 6일 : 화순군 도암면 원천리 ~ 천태리 2.0km 구간 도로예정지 해제[5]
- 1989년 5월 13일 : 1989년 12월까지 나주군 다도면 덕동리 ~ 암정리 4.8km 구간과 나주군 봉황면 신동리 ~ 죽석리 4.45km 구간, 화순군 도암면 용곡리 ~ 춘양면 석정리 5.38km 구간 확포장공사 계획을 공고[6]
- 1990년 1월 13일 : 나주시 이창동 ~ 부덕동 2.9km 구간과 나주군 봉황면 와우리 ~ 다도면 방산리 3.45km 구간 도로예정지 해제[7]
- 1990년 4월 16일 : 1991년 2월까지 다도 ~ 도암간 도로(화순군 도암면 지월리 ~ 용강리) 3.006km 구간과 봉황 ~ 송현간 도로(나주시 봉황면 와우리 ~ 송현리) 2.371km 구간, 1992년 2월까지 낙안 ~ 하대간 도로(순천시 덕월동 ~ 승주군 삼사면 상지리) 6.52km 구간 확포장공사 계획을 공고[8]
- 1991년 1월 10일 : 화순군 도암면 지월리 ~ 용강리 3.006km 구간과 나주군 봉황면 와우리 ~ 손현리 2.371km 구간, 순천시 덕월동 ~ 승주군 상사면 쌍지리 6.52km 구간 도로예정지 해제[9]
- 1991년 4월 12일 : 1992년 2월까지 봉황 ~ 송현간 도로(나주군 봉황면 송현리 ~ 덕동리) 1.87km 구간과 1992년 12월까지 다도 ~ 도암간 도로(나주군 다도면 당산리 ~ 암정리) 6.4km 구간, 낙안 ~ 상사간 도로(승주군 상사면 쌍지리 ~ 낙안면 동내리) 9.104km 구간, 1994년 3월까지 율어 ~ 추동간 도로(보성군 율어면 문양리 ~ 벌교읍 추동리) 7.08km 구간, 1992년 2월까지 복내 ~ 율어간 도로(보성군 율어면 율어리) 2.583km 구간 확포장공사 계획을 공고[10]
- 1992년 1월 27일 : 나주군 봉황면 송현리 1.87km 구간과 나주군 다도면 방산리 ~ 암정리 6.4km 구간, 보성군 율어면 율어리 7.583km 구간, 보성군 율어면 문양리 ~ 벌교읍 추동리 7.08km 구간, 승주군 상사면 쌍지리 ~ 낙안면 동내리 9.104km 구간 도로예정지 해제[11]
- 1992년 5월 4일 : 1994년 12월까지 복내 ~ 이양간 도로 1공구(보성군 복내면 복내리 ~ 진봉리) 2.643km 구간과 2공구(화순군 이양면 강성리 ~ 묵곡리) 6.383km 구간, 외서 ~ 낙안간 도로(승주군 낙안면 성북리 ~ 장선리) 6.477km 구간, 추동 ~ 율어간 도로(보성군 율어면 유신리 ~ 벌교읍 추동리) 4.881km 구간 확포장공사 계획을 공고[12]
- 1994년 6월 13일 : 1995년 4월까지 강성교(화순군 이양면 강성리) 개축공사를 위해 340m 구간 도로구역 변경[13]
- 1994년 9월 12일 : 1995년까지 복내 ~ 이양간 도로(화순군 이양면 옥리 ~ 보성군 복내면 진봉리) 확포장공사를 위해 4.571km 구간 도로구역 변경[14]
- 1995년 12월 8일 : 기점을 나주시 이창동에서 '나주시 봉황면 신동리'로 단축, 종점을 순천시 대평동에서 '화순군 춘양면 화림리'로 단축함. 이에 따라 노선명을 '영산포 ~ 하대선'에서 '봉황 ~ 춘양선'으로 변경하고 총 연장 37.5km가 됨.[15]
- 1996년 11월 25일 : 순천시 시내구간(순천시 덕월동 ~ 인월동) 5.0km 구간 노선 지정 해제[16]
- 1996년 12월 9일 : 1997년 12월까지 석정교(화순군 춘양면 석정리) 개축공사를 위해 140m 구간 도로구역 변경, 1997년 12월까지 방산교(나주시 다도면 방산리 ~ 화순군 도암면 용강리) 340m 구간 도로구역 변경[17]
- 1998년 5월 30일 : 1999년 2월까지 도암지구(화순군 도암면 천태리) 개량공사를 위해 500m 구간을 480m로 도로구역 변경[18]
- 1998년 7월 20일 : 2002년 5월까지 춘양도로(화순군 춘양면 가봉리 ~ 석정리) 확포장공사를 위해 2.16km 구간 도로구역 변경[19]
- 2000년 2월 11일 : 2006년 1월까지 춘양도로(화순군 춘양면 가봉리 ~ 석정리) 확포장공사를 위해 2.17km 구간 도로구역 변경[20]
- 2002년 7월 27일 : 2004년 6월까지 도장교(나주시 다도면 신동리 ~ 금천면 신가리) 개축공사를 위해 270m 구간 도로구역 변경, 2004년 6월까지 청산교(나주시 다도면 신동리) 개축공사를 위해 200m 구간 도로구역 변경[21]
- 2003년 3월 27일 : 기점을 나주시 봉황면 신동리에서 '나주시 문평면 안곡리'로 연장함. 이에 따라 노선명을 '봉황 ~ 춘양선'에서 '문평 ~ 춘양선'으로 변경하고 총 연장 74.79km가 됨.[22]
- 2006년 10월 13일 : 2010년 12월까지 덕림 ~ 이룡간 도로(나주시 노안면 안산리 ~ 계림리) 확포장공사를 위해 846m 구간 도로구역 변경[23]
- 2012년 6월 20일 : 2015년 6월까지 화순 지월지구(화순군 도암면 지월리) 개량공사를 위해 560m 구간 도로구역 변경[24]
- 2013년 6월 5일 : 2015년까지 장암교(나주시 다도면 신동리 ~ 암정리) 개축공사를 위해 520m 구간 도로구역 변경[25]
- 2015년 6월 11일 : 2016년 5월까지 나주 다도지구(나주시 다도면 궁원리) 개량공사를 위해 230m 구간 도로구역 변경[26]
- 2017년 1월 31일 : 장암교(나주시 다도면 암정리) 342m 구간 재가설 개통, 기존 227m 구간 폐지[27]

## 주요 경유지
- 나주시
  - 문평면 문평면소재지삼거리 - 문평초등학교 - 대도리 - 대도저수지 - 계로리 - 학교삼거리 - (미개통 구간 : 국동리)
  - 노안면 (미개통 구간 : 오정리 - 안산리 - 유곡리 - 도산리 - 학산리) - 노안남초등학교 - 노안삼거리 - 석현교
  - 성북동 석현삼거리 - 동신대학교 - 전남싸이클경기장 - 정렬사입구 - 나주공업고등학교 - 금성중학교, 금성고등학교
  - 금남동 산정삼거리
  - 송월동 나주소방서앞 - 나주문화예술회관 - 한국통신앞 - 나주시청앞 - 나주역앞
  - 영강동 영강사거리 - 영산대교
  - 영산동 영산대교 - 영산동 행정복지센터
  - 이창동 이창동삼거리
  - 영산동 외국어고앞 - 전남외국어고등학교 - 용산주공아파트앞 - 화산교
  - 봉황면 화산교 - 신동리 - 황용리 - 봉황면와우리 교차로 - 죽석 교차로 - 철천 교차로 - 철천교 - 문현 교차로 - 영산교 - 송현 교차로 - 봉황면죽석리 교차로 - 봉황면송현리 교차로 - 송현리
  - 다도면 덕동리 - 다도면덕동리 교차로 - 다도면궁원리 교차로 - 다도초등학교 - 남평중학교 다도분교 - 다도면사무소 - 신동리 - 마산리 - 방산리 - 방산교

- 화순군
  - 도암면 방산교 - 도암면용강리 교차로 - 지월리 - 도암면소재지 교차로 - 천태리
  - 춘양면 용곡리 - 춘양면월평리 교차로 - 가봉리 - (석정교 남단) - 춘양면석정리 교차로 - 춘양초등학교 - 춘향합동정류소 - 석정삼거리

## 중복 구간
- 나주시 노안면 학산리 ~ 이창동 이창동삼거리 : 국도 제13호선과 중복
- 나주시 금남동 산정삼거리 ~ 송월동 나주소방서앞 : 국도 제1호선과 중복
- 나주시 이창동 이창동삼거리 ~ 용산주공아파트앞 : 국도 제23호선과 중복
- 나주시 봉황면 죽석 교차로 ~ 송현 교차로 : 국가지원지방도 제55호선과 중복

## 도로명
- 나주시 문평면 문평면소재지삼거리 - 학교삼거리 : 문평로
- 나주시 노안면 학산리 ~ 송월동 나주소방서앞 : 건재로
- 나주시 송월동 나주소방서앞 ~ 이창동 이창동삼거리 : 예향로
- 나주시 이창동 이창동삼거리 ~ 영산동 용산주공아파트앞 : 금영로, 영나로
- 나주시 영산동 용산주공아파트앞 ~ 봉황면 봉황면와우리 교차로 : 봉황로
- 나주시 봉황면 봉황면와우리 교차로 ~ 죽석 교차로 : 봉황농공단지길
- 나주시 봉황면 죽석 교차로 ~ 송현 교차로 : 지평로
- 나주시 봉황면 송현 교차로 ~ 봉황면죽석리 교차로 : 금봉로
- 나주시 봉황면 봉황면죽석리 교차로 ~ 봉황면송현리 교차로 : 세남로
- 나주시 봉황면 봉황면송현리 교차로 ~ 다도면 다도면덕동리 교차로 : 도천로
- 나주시 다도면 다도면덕동리 교차로 ~ 방산교 : 다도로
- 화순군 도암면 방산교 ~ 도암면소재지 교차로 : 천태로
- 화순군 도암면 도암면소재지 교차로 ~ 춘양면 석정교 남단 : 개천로
- 화순군 춘양면 석정교 남단 ~ 석정삼거리 : 춘양로